# Arakan (Fotoserie)
Arakan (japanisch 阿羅漢, der Wertvolle) ist die erste Fotoserie des japanischen Fotografen Manabu Yamanaka. Sie zeigt japanische Obdachlose und entstand in den Jahren 1983 bis 1988.

## Beschreibung
Bis auf Arakan #14 sind auf den Bildern nur männliche Obdachlose zu sehen. Fast alle sind mittleren Alters, was dem Durchschnittsalter japanischer Obdachloser Ende des 20. Jahrhunderts entspricht. Die Serie umfasst sechzehn Schwarzweißmotive, von denen jeweils sechs Exemplare hergestellt wurden. Die Motive sind nummeriert und enthalten keinerlei Informationen über Namen, Alter oder familiären Hintergrund der Obdachlosen.
Bei den Vorarbeiten für die Serie begab sich Yamanaka zeitig am Morgen in Stadtviertel, in denen Obdachlose vor dem Eintreffen der Müllabfuhr in den Abfällen nach Lebensmitteln suchen. Es dauerte lange, bis er ihre Einwilligung zum Fotografieren erhielt. Die Fotos wurden in verschiedenen Vierteln der beiden Städte Tokio (etwa Ginza und Shinjuku) und Osaka (etwa Tennōji, Umeda und Namba) aufgenommen. Der Hintergrund gibt jedoch keine Hinweise auf konkrete Orte. Die Bilder entstanden in den Jahren 1983 bis 1988.

## Religiöser Kontext

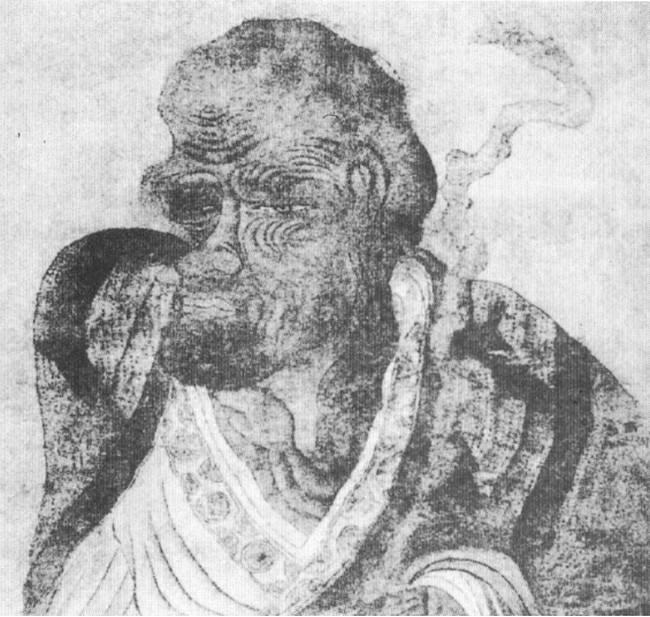
Der Arhat Pindola, Guanxiu 894

Yamanaka äußerte in einem Interview, er habe sich zu der Serie durch die 16 Arakan-Darstellungen des chinesischen Priesters Zengetsu (832–912) inspirieren lassen.
Ein Arakan oder Rakan (von Sanskrit: Arhat, ‚der Wertvolle‘) ist ein Anhänger des Buddhismus, der sich von allen irdischen Wünschen losgesagt hat und jenseits von Leben und Tod steht. Obwohl er das Stadium der Erleuchtung bereits erreicht hat, bleibt er als Vorbild auf der Erde.
Im Japanischen werden Arakan-Abbildungen als Rakanzu (wörtlich: Rakan-Bilder) bezeichnet. Seit 736, als der Tennō Shōmu 914 Arakan-Porträts bestellte, bilden sie eine eigene Kunstgattung. Indem Yamanaka seine Fotoserie von Obdachlosen Arakan nennt, rückt er die Abgebildeten in die Nähe von erleuchteten Anhängern des Buddhismus. Der asketische Lebensstil eines Arakan findet sich auch bei manchen Obdachlosen in Tokio und Osaka. Während die Gesellschaft den Körper des Durchschnittsjapaners über die Zwänge der Arbeitswelt und des sozialen Ansehens kontrolliert, ist ein Arakan ebenso wie ein Obdachloser aus Yamanakas Serie frei von den Normierungen seines Körpers.
Auch optische Ähnlichkeiten zwischen den beiden Gruppen gibt es: Ein altes Gesicht mit buschigen Augenbrauen, ein Bart und ein großes Leintuch als Umhang finden sich auf Rakanzu-Darstellungen. Die Falten in den Gesichtern der Obdachlosen der Arkan-Serie können, so Hasegawa, als Zeichen von Asketentum und spiritueller Erweckung gelesen werden. Weitere Gemeinsamkeiten der Arakan-Serie mit den Rakanzu sind Hochformat und zweidimensionale Darstellung.
Yamanaka äußerte, er habe aus den 500 Aufnahmen für diese Serie 16 ausgewählt, sei aber nur mit fünf wirklich zufrieden, da die anderen Abgebildeten den Arakan-Status noch nicht vollständig erreicht hätten. Er war also nur an denen interessiert, die ihre Verbindung zum Weltlichen gelöst hatten und so etwas wie Weisheit ausstrahlten. Er bot Obdachlosen für die Fotos auch Essen oder Geld an, äußerte aber in einem Interview, diejenigen, die das annahmen, seien offensichtlich noch keine Arakan gewesen.
Vor diesem Hintergrund wird verständlich, warum die Kritik Yamanakas Arbeiten oft deshalb lobt, weil sie die Abgebildeten gerade nicht in voyeuristischer Weise herabwürdigt oder vorführt. Es gelingt Yamanaka, einen Obdachlosen als Erleuchteten darzustellen und damit von gängigen Abwertungen dieser Randgruppe unabhängig zu machen.

## Bezüge zur zeitgenössischen Fotografie
Es ergeben sich Bezüge zur Serie The Nomads des US-amerikanischen Fotografen Andres Serrano. Auch dieser erhöht den sozialen Status der Abgebildeten, indem er sie in großen Aufnahmen unnatürlich hell beleuchtet. Im Gegensatz zu Yamanaka fotografierte Serrano aber in Innenräumen und konzentrierte sich auf schwarze Männer. Der Titel legt nahe, dass es sich um Nomaden, nicht wie bei Yamanaka um Weise handelt. Luc Delahayes Serie Portraits/I (1996) weist Ähnlichkeiten mit der Serie Arakan auf. Portraits/I  besteht aus zehn großen Schwarzweißaufnahmen, die Pariser Obdachlose zeigen. Während aber Yamanaka vor dem Fotografieren eine intensive Beziehung zu den Abgebildeten aufbaute, bat Delahaye die Obdachlosen ohne vorherigen Kontakt auf der Straße darum, sich in einer Fotobox ablichten zu lassen. Da Delahaye bei der Aufnahme nicht anwesend war, unterscheidet sich der Blick auf die Abgebildeten von dem Yamanakas. Außerdem lässt die Close-Up-Perspektive, anders als Yamanakas weiter vom Obdachlosen entfernte Position, an Passbilder denken.

## Arakan #1
Arakan #1 zeigt ein Ganzkörperportrait eines schlanken Mann mittleren Alters, der barfuß vor einer weißen Wand steht, das linke Bein leicht vor dem rechten. Er beugt sich leicht nach vorne und neigt seinen Kopf nach rechts. Die Hände hat er vor seinem Bauch verschränkt. Über einem schmutzigen Hemd und zerlumpten Schuhen trägt er über die Schultern ein großes, schmutziges Leintuch, das bis zum Boden reicht. Seine Shorts sind vorne zerrissen, so dass der Schambereich zum Teil sichtbar ist. Seine dunklen Haare sind zu Dreadlocks verfilzt und hängen ihm bis zum Bauch. Sein Mund ist von seinem langen, grauen Bart fast völlig verdeckt. Da das Foto sehr scharf ist, sind selbst kleinste Details wie die Körperhaare auf den Beinen deutlich zu sehen.

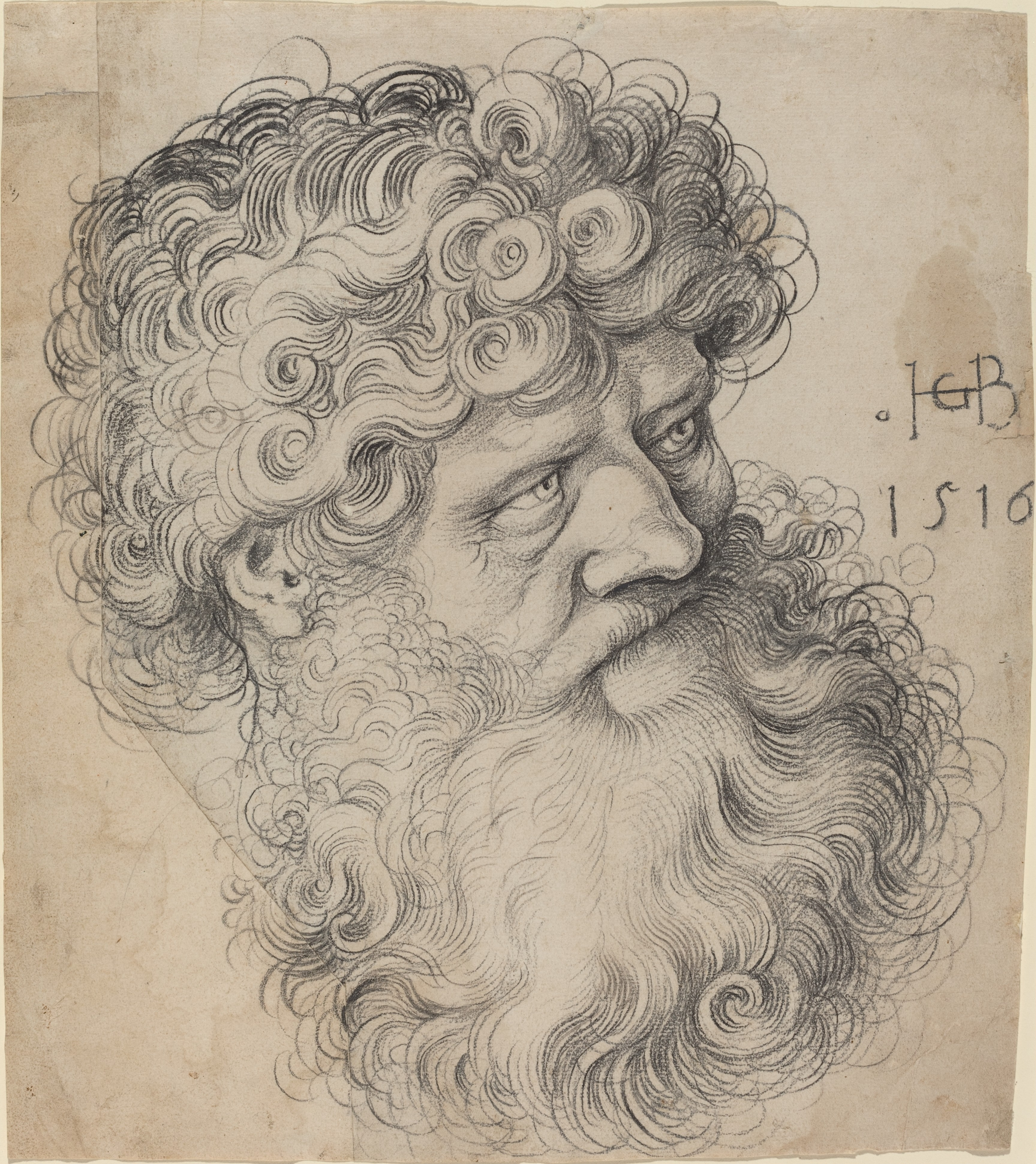
Hans Baldung Grien, Kopf des Johannes des Täufers, 1516

Indem Yamanaka den Obdachlosen in die vertikale Mitte des Bildes setzt und weder über noch unter ihm Raum lässt, stellt er ihn in den Mittelpunkt der Betrachtung. Auf sein Gesicht scheint Licht. Dadurch wird der Kontrast zwischen seinem Gesicht und dem dunklen Haar und der Kleidung betont. Die dunklen, schmutzigen Textilien heben sich deutlich von der Helligkeit der Wand ab. Scharfe Konturen grenzen das Gesicht vom Hintergrund ab. Zusammen mit der waagrechten Linie des Bodens bildet der Körper ein sanftes Dreieck, das Stabilität suggeriert und eine harmonische Komposition ergibt. Yamanaka hat den Obdachlosen leicht von unten fotografiert; dies verleiht seinem Motiv eine erhöhte, würdevolle Position. Die Haltung von Händen und Kopf mag den Mann unsicher erscheinen lassen, aber er sieht gerade in die Kamera. Er ist sich also dessen bewusst, dass er fotografiert wird, und erwidert den Blick des Betrachters. Die zusammengezogenen Augenbrauen schaffen einen nachdenklichen Gesichtsausdruck. Es sieht aus, als sei er sich dessen bewusst, dass er schmutzige Kleidung trägt und sein Schambereich zum Teil entblößt ist, doch ist darüber eher Gleichgültigkeit als Scham zu spüren.
An dieser Aufnahme wird die für Yamanaka typische Mischung von dokumentarischer Straßenfotografie und künstlerischer Porträtfotografie deutlich: Der Obdachlose trägt seine eigene Kleidung, aber er steht vor einem neutralen Hintergrund und schaut direkt in die Kamera. Die Schwarzweißästhetik verleiht dem Foto eher den Charakter des Künstlichen als des Realistischen oder gar Schockierenden. Der Hintergrund trägt dazu bei, das Bild von Zeit und Ort zu lösen und zu universalisieren.
Das Tuch, in das der Obdachlose gehüllt ist, der Bart und der Ausdruck von Erleuchtung und Weisheit machen die Darstellung zeitlos. Über die Verankerung im Buddhismus hinaus ist auch die Verbindung zu anderen Religionen wie dem Christentum möglich. Es lassen sich Bezüge zu Abbildungen von Johannes dem Täufer herstellen, so etwa zu Hans Baldung Griens Kopf des Johannes des Täufers (1516) und Hieronymus Boschs Gemälde Meditierender Johannes der Täufer (1504–1505).